# Nadja Büteführ

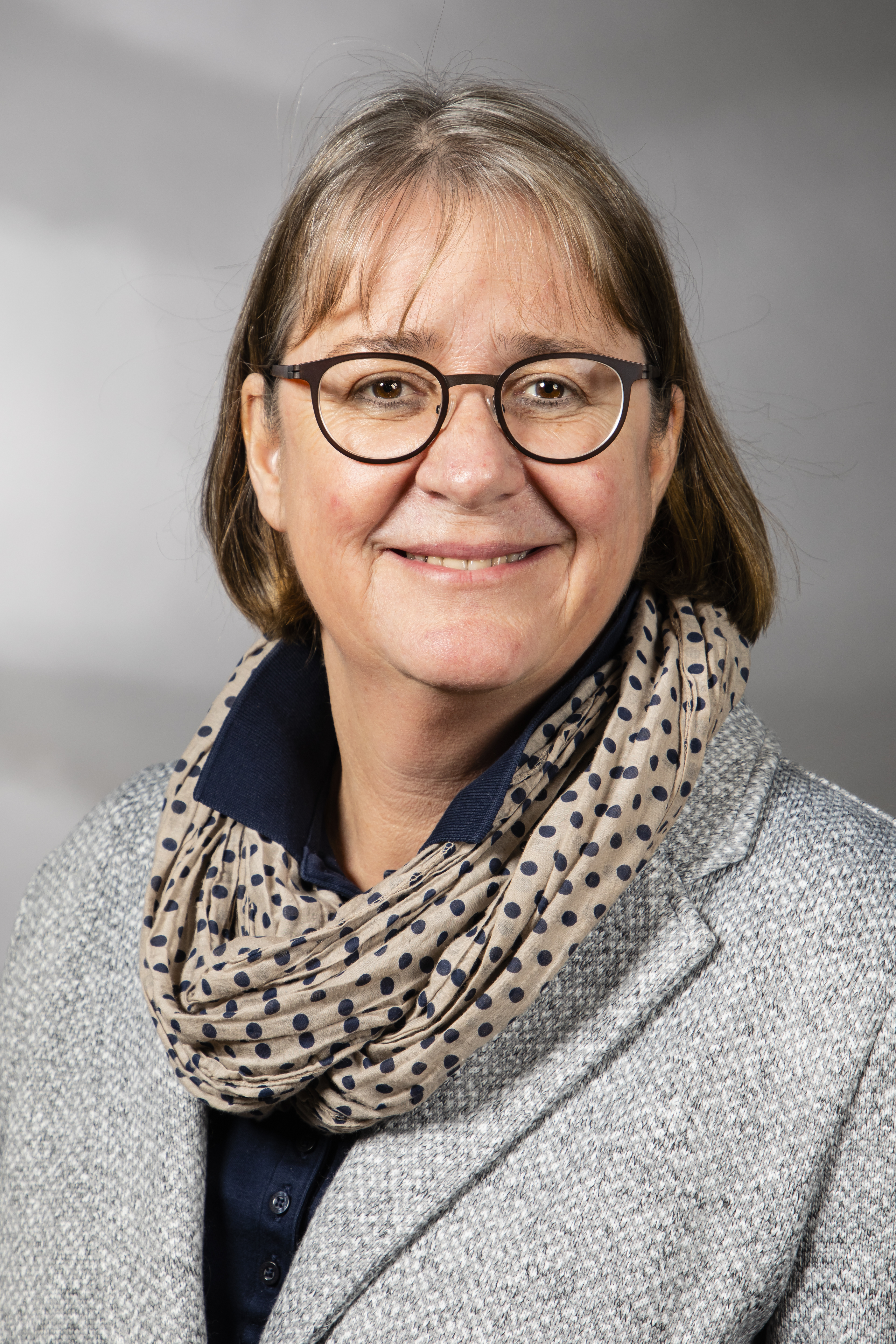
Nadja Büteführ (2019)

Nadja Büteführ (* 17. Juni 1966 in Hagen; † 29. Januar 2024) war eine deutsche Politikerin (SPD). Sie war von 2017 bis 2024 Abgeordnete im Landtag von Nordrhein-Westfalen.

## Leben
Nach dem Abitur 1985 am Friedrich-Harkort-Gymnasium in Herdecke studierte Büteführ Publizistik, Politikwissenschaft und Germanistik an der Universität Münster. Den Promotionsstudiengang der Publizistik schloss sie im Januar 1994 als Kommunikationswissenschaftlerin bei Joachim Westerbarkey mit der Promotion zum Dr. phil. ab.
Von 1994 bis 1997 war Büteführ als wissenschaftliche Mitarbeiterin am Institut für Kommunikationswissenschaft der Universität Münster tätig. Während dieser Zeit erfolgten mehrere Aufenthalte samt Lehrtätigkeit an der Lomonossow-Universität Moskau. Von 1997 bis 1999 hatte sie einen Lehrauftrag am Institut für Medienwissenschaft der Universität Düsseldorf. Ab 1998 war sie freiberuflich im Bereich Beratung, Öffentlichkeitsarbeit und Werbung tätig; sie betrieb in Selbständigkeit eine Firma in Herdecke.
Nadja Büteführ war verheiratet.

## Politik
Büteführ war seit 1989 Mitglied der SPD und seit 2016 Mitglied im Vorstand des SPD-Unterbezirks Ennepe-Ruhr. Dem Stadtrat von Herdecke gehörte sie seit 1999 an. Von 2009 bis 2017 war sie Vorsitzende, im Anschluss stellvertretende Vorsitzende der SPD-Ratsfraktion.
Bei der Landtagswahl 2017 wurde Büteführ erstmals als Abgeordnete in den Landtag von Nordrhein-Westfalen gewählt. Sie gewann das Direktmandat im Wahlkreis 106 (Ennepe-Ruhr-Kreis II) mit 39,7 % der Erststimmen. In der 17. Wahlperiode war sie Mitglied des Ausschusses für Familie, Kinder und Jugend sowie des Ausschusses für Kultur und Medien. Bei der Landtagswahl 2022 verteidigte sie das Direktmandat nach Stimmverlusten mit 32,4 % der Erststimmen. Nach ihrem Tod rückte Sandy Meinhardt für sie in den Landtag nach.

## Veröffentlichungen
- Zwischen Anspruch und Kommerz: Lokale Alternativpresse 1970–1993. Systematische Herleitung und empirische Überprüfung. Waxmann, Münster 1995, ISBN 978-3-893-25368-5. (zugleich Dissertation)